# 2-я Краснознамённая армия
2-я Краснознамённая а́рмия — общевойсковая армия в вооружённых силах СССР во время Великой Отечественной войны. Период вхождения в Действующую армию: 9.8.45 — 3.9.45 гг.

## История
Сформирована в июле 1938 в составе Краснознамённого Дальневосточного фронта (КДВФ) как 2-я армия.
В сентябре 1938 после расформирования КДВФ преобразована во 2-ю отдельную Краснознамённую армию с непосредственным подчинением наркому обороны; командующим назначен И. Конев.
В июле 1940 в связи с восстановлением Дальневосточного фронта вошла в его состав как 2-я Краснознамённая армия. До августа 1945 г. выполняла задачи по обороне дальневосточных границ СССР, провела большую работу по подготовке резервов для действующей армии.

### Боевые действия
Во время советско-японской войны в составе 2-го Дальневосточного фронта принимала участие в Сунгарийской операции 1945 г.
- 10 августа 1945 г. передовые отряды армии во взаимодействии с Зее-Бурейской бригадой речных кораблей Амурской военной флотилии форсировали реки Амур и Уссури в районах Благовещенска, Константиновки и Поярково, высадили Сахалянский десант и захватили плацдармы.
- 11 августа главные силы армии перешли в наступление на двух направлениях: на Цицикар и на Бэйаньчжэнь (Бэйань) и к исходу дня овладели городами Сахалян (Хэйхэ), Сюнькэ.
- Развивая наступление, армия в течение 15-18 августа овладела Суньуским УР и г. Суньу, где пленила 20-тысячный японский гарнизон.
- 19 августа войска армии вступили в г. Лунчжэнь,
- 20 августа — в г. Бэйаньчжэнь.
- 21 августа достигли г. Цицикар.
- 22 августа овладели г. Мэргэнь (Нэньцзян).

### После войны
1 октября 1945 г. армия включена в состав Забайкальско-Амурского военного округа.
В декабре 1945 года расформирована, войска в основной части переданы в 1-ю Краснознамённую армию.

## Командование

### Командующие армией
- Конев, Иван Степанович (июль 1938 — 22 июня 1940), комкор, командарм 2-го ранга
- Сергеев, Всеволод Николаевич (22 июня 1940 — 11 марта 1941), генерал-лейтенант
- Терёхин, Макар Фомич (11 марта 1941 — 15 декабря 1945), генерал-лейтенант танковых войск

### Члены Военного совета
- Шабалин, Николай Иванович (7 июня 1940 — 24 февраля 1942), дивизионный комиссар;
- Начинкин, Николай Александрович (24 февраля 1942 — 3 мая 1946), бригадный комиссар, генерал-майор,
- Шемионко Иосиф Иосифович (9 июля — 3 сентября 1945), генерал-майор.

### Начальники штаба
- Корытников, Пётр Константинович (11 июля 1940 — 28 августа 1941), генерал-майор;
- Анисимов, Пётр Николаевич (28 августа 1941 — 10 августа 1942), полковник, генерал-майор;
- Вавилов, Максим Андреевич (9 ноября 1942 — 22 сентября 1943), полковник, генерал-майор;
- Можаев, Семён Фёдорович (22 сентября 1943 — 15 декабря 1945), генерал-майор.

### Заместители командующего армии по т/в, Командующие БТ и МВ
- Катенин, Геннадий Михайлович, (17.09.1938 — 01.07.1940) полковник
- Линёв Алексей Алексеевич, (ид 01.07.1940 — 00.09.1941) полковник
- Демёхин Михаил Георгиевич, (04.09.1941 — 28.10.1941) майор
- Кондратьев, Александр Васильевич, (05.02.1943 — 28.01.1946) полковник, с 02.08.1944 генерал-майор танковых войск

## Боевой состав
К 9 августа 1945 г. в армию входили
- 3-я стрелковая дивизия,
- 12-я стрелковая дивизия,
- 396-я стрелковая дивизия
- 368-й отд.горнострелковый полк
- 73-я танковая бригада
- 74-я танковая бригада
- 258-я танковая бригада

и ряд частей.